# 대한민국 형사소송법 제143조
대한민국 형사소송법 제143조는 시각의 제한에 대한 형사소송법의 조문이다.

## 조문
제143조(시각의 제한) ① 일출 전, 일몰 후에는 가주, 간수자 또는 이에 준하는 자의 승낙이 없으면 검증을 하기 위하여 타인의 주거, 간수자 있는 가옥, 건조물, 항공기, 선차 내에 들어가지 못한다. 단, 일출 후에는 검증의 목적을 달성할 수 없을 염려가 있는 경우에는 예외로 한다.
②일몰 전에 검증에 착수한 때에는 일몰 후라도 검증을 계속할 수 있다.
③제126조에 규정한 장소에는 제1항의 제한을 받지 아니한다.

第143條(時刻의 制限) ① 日出 前, 日沒 後에는 家主, 看守者 또는 이에 準하는 者의 承諾이 없으면 檢證을 하기 爲하여 他人의 住居, 看守者 있는 家屋, 建造物, 航空機, 船車 內에 들어가지 못한다. 但, 日出 後에는 檢證의 目的을 達成할 수 없을 念慮가 있는 境遇에는 例外로 한다.
②日沒 前에 檢證에 着手한 때에는 日沒 後라도 檢證을 繼續할 수 있다.
③第126條에 規定한 場所에는 第1項의 制限을 받지 아니한다.

## 참고 문헌
- 손동권 신이철, 새로운 형사소송법(초판, 2013), 세창, 2013. ISBN 9788984114081